# Rhipidipathes reticulata
Rhipidipathes reticulata is een Antipathariasoort uit de familie van de Aphanipathidae. De wetenschappelijke naam van de soort is voor het eerst geldig gepubliceerd in 1795 door Esper.